# Sergej Klischin
Sergej Klischin (ur. 24 maja 1967) – radziecki, rosyjski a od 1995 austriacki judoka. Olimpijczyk z Atlanty 1996, gdzie zajął dwudzieste pierwsze miejsce w kategorii 71 kg. Srebrny medalista mistrzostw Europy w 1997 i brązowy w 1996. Zdobył dwa złote medale ME w drużynie i na mistrzostwach Austrii; w 1994 i 2001. Trzeci w czempionacie Rosji w 1992. Mistrz Europy juniorów w 1986 i 1987 roku.
- Turniej w Atlancie 1996

Przegrał z Australijczykiem Davidem Wilkinsonem i odpadł z turnieju.